# Санаево
Санаево — упразднённая в декабре 2015 года деревня Свердловской области России на территории Туринского городского округа. На год упразднения находилась на территории административно-территориальной единицы Туринский район. Ныне урочище.

## Географическое положение
Расположено на левом берегу реки Тура, в пригородной зоне города Туринск.

## История
В декабре 2015 года областным законом № 161-ОЗ деревня Санаево была упразднена.

## Население
| 2002 | 2010 |
| ---- | ---- |
| 0    | →0   |

## Транспорт
Возле Санаево проходит региональная автодорога 65К-3002000 «Туринск — Урусова — Благовещенское — Кондрахино».